# Неткачево
Неткачево — село в Котовском районе Волгоградской области, в составе Мокроольховского сельского поселения.
Население — 83 (2010)

## История
Согласно Историко-географическому словарю Саратовской губернии, изданному в 1898 — 1902 годах, слобода Неткачева, также известная как хутор Неткачев, относилась к Тарасовской волости Камышинского уезда Саратовской губернии. Население составляли бывшие государственные крестьяне, православные, малороссы. Основано в первой трети XIX века. Первые поселенцы прибыли из Красного Яра. Название поселение получило по фамилии первого поселенца. В 1827-30 годах поселилось 15 семей из Харьковской губернии. В 1852 году построена деревянная церковь (сгорела в 1889 году). Земельный надел сельского общества составлял 2609 десятин. В 1896 году открыта земская школа.
С 1928 года — административный центр Неткачевского сельсовета Красноярского района Камышинского округа Нижне-Волжского края (с 1934 года - Сталинградский край). С 1935 года — в составе Неткачевского района Сталинградского края (с 1936 года — Сталинградская область) (районным центром являлось село Мокрая Ольховка). В 1955 году в связи с ликвидацией Неткачевского района село Неткачево передано в состав Молотовского района (с 1957 года — Красноярский район). В составе Котовского района — с 1963 года.

## География
Село находится в степной местности, в пределах Приволжской возвышенности, являющейся частью Восточно-Европейской равнины, при вершине балки Тарасовка, на высоте около 200 метров над уровнем моря. В 3,3 км к западу от села расположен лес Дубовый. Почвы чернозёмы южные и чернозёмы солонцеватые и солончаковые.
По автомобильным дорогам расстояние до административного центра сельского поселения села Мокрая Ольховка — 14 км, районного центра города Котово — 42 км, до областного центра города Волгоград — 270 км. В 7 км к северо-востоку от села располагалась железнодорожная станция Неткачево железнодорожной ветки Балашов-Петров Вал Волгоградского региона Приволжской железной дороги.
Часовой пояс
Неткачево, как и вся Волгоградская область, находится в часовой зоне МСК (московское время). Смещение применяемого времени относительно UTC составляет +3:00.

## Население
Динамика численности населения по годам:
| 1862 | 1886 | 1891 | 1894 | 1911 | 1987 | 2002 |
| ---- | ---- | ---- | ---- | ---- | ---- | ---- |
| 673  | 875  | 933  | 977  | 1428 | ≈120 | 125  |

| 2010 |
| ---- |
| 83   |